# 여강로
여강로(Yeogang-ro)는 전북특별자치도 익산시 여산면 에서 충청남도 논산시 강경읍를 잇는 도로이다

## 주요 경유지
전북특별자치도
- 익산시 (여산면 . 망성면)

충청남도
- 논산시 강경읍

## 노선
| 이름        | 접속 노선                        | 소재지 | 소재지 | 비고 |
| ----------- | -------------------------------- | ------ | ------ | ---- |
| (이름없음)  | 가람로                           | 익산시 | 여산면 |      |
| 여산교      |                                  | 익산시 | 여산면 |      |
| (이름없음)  | 국도 제1호선 (호남로)            | 익산시 | 여산면 |      |
| 두여삼거리  | 북성길                           | 익산시 | 여산면 |      |
| 진기삼거리  | 지방도 제724호선 (함낭로)        | 익산시 | 여산면 |      |
| 무형 교차로 | 하나로                           | 익산시 | 망성면 |      |
| 어량교      |                                  | 익산시 | 망성면 |      |
| 신리삼거리  | 지방도 제718호선 (진북로)        | 익산시 | 망성면 |      |
| 신적 교차로 | 국가지원지방도 제68호선 (동안로) | 익산시 | 망성면 |      |
| (이름없음)  | 계백로                           | 논산시 | 강경읍 |      |

## 주요 시설및 건물
- CU 익산여산점 (여강로 83/제남리 392-5)
- HD현대오일뱅크 숲정이주유소 (여강로 325/두여리 442)
- 망성초등학교 (여강로 903/장선리 136-1)